# Kleines Reisseck
Kleines Reisseck är ett berg i Österrike.   Det ligger i distriktet Spittal an der Drau och förbundslandet Kärnten, i den centrala delen av landet, 270 km sydväst om huvudstaden Wien. Toppen på Kleines Reisseck är 2 591 meter över havet.
Terrängen runt Kleines Reisseck är huvudsakligen bergig, men den allra närmaste omgivningen är kuperad. Närmaste större samhälle är Seeboden, 18,3 km sydost om Kleines Reisseck. 
I omgivningarna runt Kleines Reisseck växer i huvudsak barrskog. Runt Kleines Reisseck är det ganska glesbefolkat, med 29 invånare per kvadratkilometer.